# Ctenoneura kinabaluana
Ctenoneura kinabaluana är en kackerlacksart som beskrevs av Roth, L. M. 1993. Ctenoneura kinabaluana ingår i släktet Ctenoneura och familjen Polyphagidae. Inga underarter finns listade i Catalogue of Life.